# Філіп Карбер
Філіп Карбер (анг. Philip Karber) — військовий експерт із багаторічним стажем. Колишній зовнішній радник прем'єрміністра Великої Британії Маргарет Тетчер.
Філіп Карбер здобув ступінь бакалавра політології в
Коледжі Пеппердін, ступінь доктора філософії з міжнародного права Джорджтаунського університету, де він був аспірантом
Центру стратегічних і міжнародних досліджень. Згодом він отримав сертифікати Школи Управління Джона Ф. Кеннеді
у Гарвардському університеті, Вортонської школи та Гарвардської школи бізнесу.
Колишній морський піхотинець США, у 1968 році адмірал Арлі Берк запросий його до Вашингтона служити помічником з питань національної безпеки високопоставленого члена меншості Об'єднаного комітету Конгресу з атомної енергії. На початку 1970-х років він організовував презентації JCS для Конгресу щодо удосконаленої радіаційної боєголовки, був співавтором (разом з Мортоном Капланом) оригінальної «Стратегії відлякування», працював над Стратегічним ударним планом SACEUR і служив у міністерстві оборони Шлезінгера в DARPA/оборонному ядерному агентстві на проєкті «Нові альтернативи» щодо вибіркових ядерних варіантів.
Був зовнішнім радником прем'єрміністра Великої Британії Маргарет Тетчер. Служив радником генерального секретаря НАТО Манфреда Вернера. У минулому — радник Міністра оборони США. Свідчив у парламентських комітетах з оборони Великої Британії, Канади, Данії, Франції, Німеччини, Польщі, Південної Кореї, Швеції і Нідерландів.
Готував дослідження «Світ без ядерної зброї» для президента Рейгана перед його зустріччю із генсекретарем СРСР Горбачовим у 1986 році у Рейк'явіку.
Має нагороди від РНБО України, Міністерства оборони України та Генерального штабу ЗС України тощо, за сприяння у наданні допомоги Україні проти російської агресії.
Президент фонду Потомак.